# Marianne Koller-Bohl
Marianne Koller-Bohl (* 31. August 1953) ist eine  Schweizer Politikerin (FDP).  
Von 2005 bis 2017 war sie Regierungsrätin des Kantons Appenzell Ausserrhoden. Von 2011 bis 2013 war sie zudem Frau Landammann (Regierungspräsidentin). Sie leitete zuerst das Departement Volks- und Landwirtschaft, ab 2016 das Departement Bau und Volkswirtschaft. Von 1998 bis 2005 war sie Ausserrhoder Kantonsrätin. 